# Rhipsalis goebeliana
A Rhipsalis goebeliana egy kérdéses státuszú epifita kaktusz, mellyel gyakran lehet kultúrában találkozni könnyű termeszthetősége miatt.

## Jellemzői
Lapos hajtásrendszerű növény, habitusa lecsüngő, hajtástagjai hullámos szélűek. Elsődleges szártagjai keskenyek, laposak, erős középérrel, mely 8 mm széles, máshol lapos, színe élénk zöld. Terminális hajtásai keskeny tojásdadok, 80–130 mm hosszú, 25–30 mm széles, néha enyhén hullámos szélű. Virágai rózsás-fehéres színűek. Pericarpiuma tojásdad, bordákkal. Termése zöldes-fehér bogyó.

## Elterjedése
Bolívia: La Paz, Cochabamba államok. Epifitikus örökzöld esőerdőkben 200–250 m tengerszint feletti magasságban.

## Rokonsági viszonyai
A Phyllarthrorhipsalis subgenus tagja. Bár Backeberg illusztrációja a taxonról megfelelő, azonban a nevet alkalmazta egy Rhipsalis micrantha-ra hasonlító Andokbeli fajra is, így a Rhipsalis goebeliana névhez jelenleg nem tartozik elfogadott leírás.